# Sylvester Budes
Sylvester Budes fou el líder d'un grup de mercenaris bretons del segle xiv.
Al servei del cardenal Robert de Ginebra, amb John Hawkwood va partipar en la massacre de Cesena i la presa de Bolsena en 1377, Durant el Cisma d'Occident fou instal·lat per Robert de Ginebra, ja nomenat Climent VII d'Avinyó, com a cap de la guarnició bretona del Castell de Sant Angelo des d'on atacava el Vaticà, en mans d'Urbà VI, però fou capturat per Alberico da Barbiano després de la batalla de Marino, i el tracte de favor que Urbà li dispensà suposà la seva condemna a mort al seu retorn a la cort d'Avinyó, sent decapitat en gener de 1379.